# Jawid Mojaddedi
Jawid Mojaddedi es un investigador, profesor y traductor afgano. Es especialista en literatura sufí y es especialmente conocido por su traducción al inglés del Masnavi de Rumi.

## Biografía
Mojaddedi nació en Kabul, Afganistán. A los cinco años, junto con su madre y su hermano, se trasladó a Gran Bretaña. A finales de la década de 1980 y de 1990, Jawid Mojaddedi estudió en la Universidad de Mánchester, donde obtuvo su licenciatura y doctorado en Estudios de Medio Oriente.
Luego trabajó como profesor del Departamento de Estudios de Medio Oriente de la misma universidad, donde enseñó estudios árabes e islámicos.
En 1998, Jawid se mudó de Gran Bretaña a los Estados Unidos. Trabajó en la Universidad de Columbia durante dos años como editor de la Encyclopædia Iranica. Luego, en 2003, trabajó como profesor en la Universidad Rutgers, donde se desempeñó como presidente del Departamento de Religión y como director del Centro de Estudios de Medio Oriente.
Mojaddedi es experto en la obra de Rumi. Entre sus trabajos más importantes se encuentra la traducción del poema más largo de Rumi, conocido como Masnavi, al inglés. Dicha traducción cuenta con 6 tomos, publicados entre 2004 y 2025. El volumen 1 del Masnavi recibió el Premio Lois Roth a la excelencia en la traducción de literatura persa otorgado por el Instituto Americano de Estudios Iraníes.

### Ensayos
- The Biographical Tradition in Sufism: The Tabaqat Genre from Al-Sulami to Jami (2001)
- Beyond Dogma: Rumi's Teachings on Friendship with God and Early Sufi Theories (2012)

### Traducciones
- The Masnavi: Book One (2004) Lois Roth Prize for excellence in translation of Persian literature by the American Institute of Iranian Studies (2005)
- The Masnavi: Book Two (2007)
- The Masnavi: Book Three (2013)
- The Masnavi: Book Four (2017)
- The Masnavi: Book Five (2022)
- The Masnavi: Book Six (2025)

### Como coeditor
- Compañero del Corán de Wiley Blackwell, 2.ª edición (2017)
- Islam clásico: un libro de consulta sobre literatura religiosa, 2.ª edición (2012)
- Interpretación y jurisprudencia en el Islam medieval (2006)